# حرب تشاكو
دارت  حرب تشاكو  (1932-1935) بين بوليفيا وباراغواي من أجل السيطرة على الجزء الشمالي من منطقة غران تشاكو في أمريكا الجنوبية، والذي كان هناك اعتقاد غير صحيح أنها غنية بالنفط. عرفت أيضًا باسم حرب العطش (بالإسبانية: La Guerra de la Sed)‏، لأن الحرب دارت في منطقة غران تشاكو شبه القاحلة. كانت تلك الحرب هي الأكثر دموية في النزاعات العسكرية في أمريكا الجنوبية خلال القرن العشرين. وقد دارت الحرب بين اثنين من أفقر دول أمريكا الجنوبية، اللتان خسرتا أجزاء من أراضيهما لصالح الدول المجاورة في حروب القرن التاسع عشر. وخلال الحرب، واجهت كلتا الدولتين صعوبات في الحصول على الأسلحة وغيرها من اللوازم الخاصة بها لكونهما من الدول الحبيسة، مما أدى إلى اعتمادها في تجارها الخارجية ومشتريات الأسلحة على رغبات الدول المجاورة للسماح لهم بالمرور من خلالها. ورغم وجود دخل مربح من التعدين لبوليفيا وجيش أكبر وأفضل تجهيزًا من باراغواي، إلا أن سلسلة من العوامل صبت في صالح باراغواي، التي سيطرت قبل نهاية الحرب على معظم المنطقة المتنازع عليها، وأخيرًا منحت باراغواي أيضًا الجزء الأكبر من الأراضي المتنازع عليها وفق معاهدة السلام.

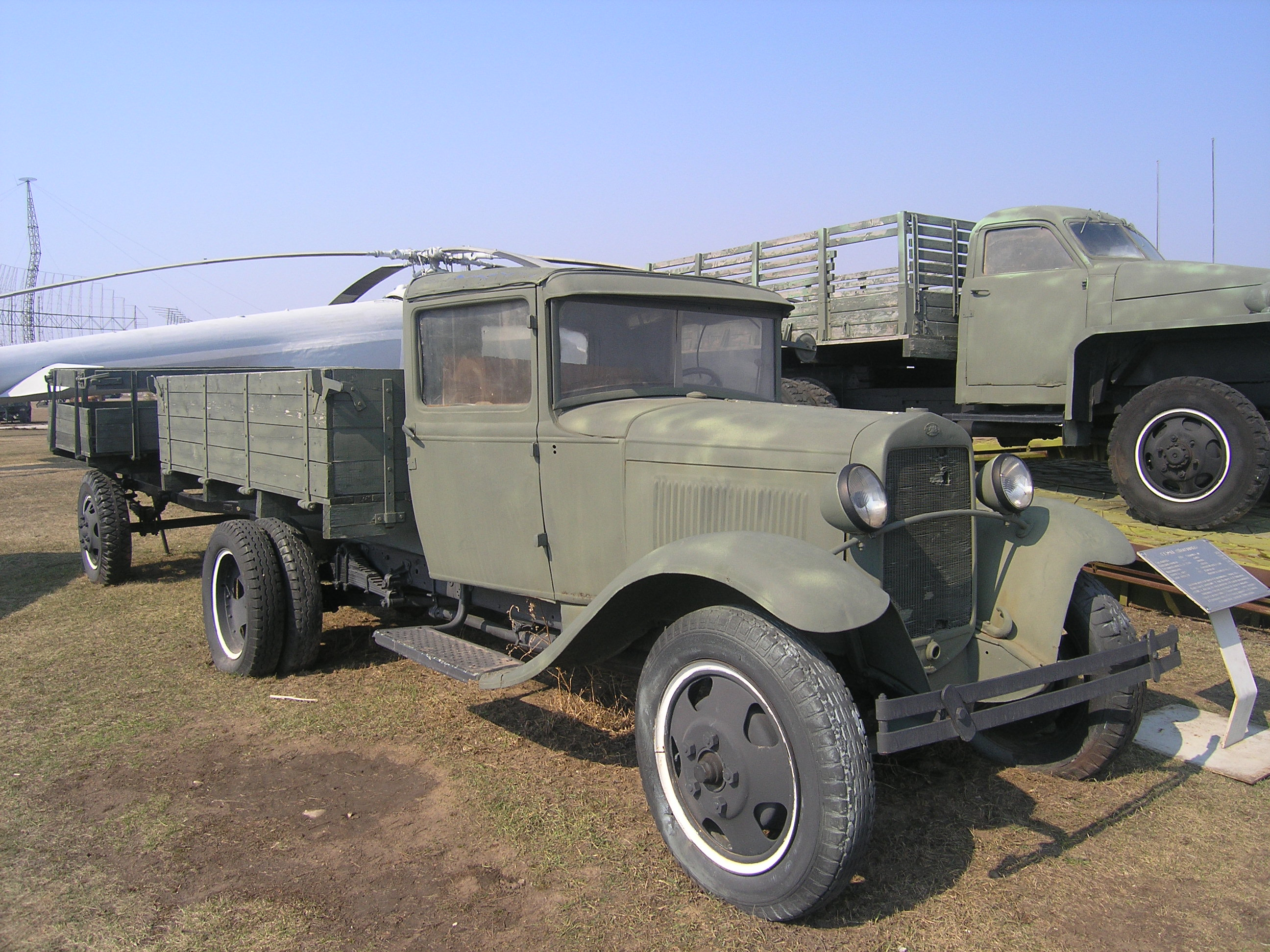
شاحنات Gaz-AA، وهي نسخة سوفييتية من طراز فورد الفئة أ أ التي يستخدمها كلا الجيشين لإعادة إمداد قواتهما

## الأصول
يُعزى أصل الحرب بشكل عام إلى نزاع إقليمي طويل الأمد واكتشاف احتياطيات نفطية في سلسلة جبال الأنديز الشرقية. في عام 1929، أنهت معاهدة ليما آمال الحكومة البوليفية باستعادة الممر البري إلى المحيط الهادئ، والذي كان يُعتقد أنه ضروري لمزيد من التنمية والتجارة. ازداد الحافز للحرب بسبب الصراع بين شركات النفط التي تتنافس للحصول على حقوق التنقيب والحفر، مع دعم رويال داتش شل لباراغواي ودعم ستاندرد أويل لبوليفيا. أثار اكتشاف النفط في سفوح جبال الأنديز تكهنات بأن تشاكو قد تثبت أنها مصدر غني للنفط، وشاركت شركات النفط الأجنبية في التنقيب. كانت شركة ستاندرد أويل تنتج النفط بالفعل من الآبار في التلال المرتفعة في شرق بوليفيا، حول فيلا مونتيس. ومع ذلك، فمن غير المؤكد ما إذا كانت الحرب كانت ناجمة فقط عن مصالح هذه الشركات، وليس بسبب أهداف الأرجنتين لاستيراد النفط من تشاكو. ولمعارضة «نظرية التبعية» لأصول الحرب، جادل المؤرخ البريطاني ماثيو هيوز ضد الأطروحة القائلة بأن حكومتي بوليفيا وباراغواي كانتا «دميتين» لشركتي ستاندرد أويل ورويال داتش شل، وقد كتب: «في الواقع، هناك القليل من الأدلة القوية متوفرة في أرشيف الشركة والحكومة لدعم النظرية القائلة بأن شركات النفط لها علاقة بالتسبب في الحرب أو مساعدة جانب أو آخر أثناء الحرب».
كانت دولتا بوليفيا وباراغواي غير ساحليتين. وعلى الرغم من أن منطقة تشاكو التي تبلغ مساحتها 600000 كيلومتر مربع كانت قليلة السكان، إلا أن السيطرة على نهر باراغواي الذي يمر عبرها أتاح الوصول إلى المحيط الأطلسي. وأصبح ذلك مهمًا بشكل خاص لبوليفيا، التي فقدت ساحلها على المحيط الهادئ لصالح تشيلي في حرب المحيط الهادئ عام 1879. وخسرت باراغواي ما يقرب من نصف أراضيها لصالح البرازيل والأرجنتين في حرب باراغواي 1864-1870. لم تكن البلاد مستعدة للتنازل عن مقوماتها الاقتصادية.
في التحكيم الدولي، جادلت بوليفيا بأن المنطقة كانت جزءًا من مقاطعة موخوس وتشيكيتوس الاستعمارية الإسبانية الأصلية، والتي كانت بوليفيا وريثة لها. في غضون ذلك، استندت باراغواي في قضيتها إلى من يشغل الأرض. في الواقع، كان المزارعون في باراغواي والأرجنتينيون يربون الماشية ويستفيدون من غابات الكبراشو في المنطقة بالفعل، بينما كان السكان الأصليون الرحل قليلو العدد من القبائل الناطقة باللغة الغوارانية مرتبطين بتراث باراغواي الخاص بغواراني. واعتبارًا من عام 1919، امتلكت البنوك الأرجنتينية 400000 هكتار من الأراضي في شرق تشاكو بينما امتلكت عائلة كاسادو، وهي جزء قوي من الأوليغارشية الأرجنتينية، 141000 هكتار. وكان وجود مستعمرات مينونايتة في تشاكو، الذين استقروا هناك في عشرينيات القرن العشرين تحت رعاية برلمان باراغواي، عاملاً آخر لصالح مطالبة باراغواي.

### مقدمة للحرب
تعود المواجهة الأولى بين البلدين إلى عام 1885، عندما أسس رجل الأعمال البوليفي ميغيل أراينا سواريز ميناء بويرتو باتشيكو، وهو ميناء على نهر باراغواي العلوي، جنوب باهيا نيغرا. افترض أن المستوطنة الجديدة كانت داخل الأراضي البوليفية، لكن بوليفيا اعترفت ضمنيًا بباهيا نيغرا باعتبارها تابعة لباراغواي. أرسلت حكومة باراغواي مفرزة بحرية على متن الزورق الحربي بيرابو، الذي طرد البوليفيين قسراً من المنطقة في عام 1888. وتبع ذلك اتفاقيتان - في 1894 و1907 - لم يوافق عليهما البرلمان البوليفي ولا برلمان باراغواي. في غضون ذلك، أسست بوليفيا في عام 1905 بؤرتين استيطانيتين جديدتين في تشاكو وباليفيان وجواشالا، هذه المرة على طول نهر بيلكومايو. تجاهلت الحكومة البوليفية احتجاج باراغواي الرسمي الضعيف.
استمر الاختراق البوليفي في المنطقة دون معارضة حتى عام 1927، عندما أُريقت الدماء الأولى شمال تشاكو. وفي 27 فبراير، أُخذت دورية راجلة لجيش باراغواي ومرشدوها المحليون أسرى بالقرب من نهر بيلكومايو واحتُجزوا في نقطة فورتين سوربريزا الاستيطانية البوليفية، حيث قُتل قائد فصيلة باراغواي الملازم أدولفو روخاس سيلفا بالرصاص في ظروف مريبة. وكانت كلمة فورتين (بالإسبانية «الحصن الصغير») هي المستخدمة للحصون الصغيرة والحاميات الشبيهة بالخنادق في تشاكو، على الرغم من أن ثكنات القوات لم تكن في العادة أكثر من بضعة أكواخ من الطين. بينما أعربت الحكومة البوليفية رسميًا عن أسفها لوفاة روخاس سيلفا، لكن الرأي العام في باراغواي سماها «بجريمة قتل». بعد أن فشلت المحادثات اللاحقة التي رُتبت في بوينس آيرس في التوصل إلى أي اتفاق وانهارت في نهاية المطاف في يناير عام 1928، ثم بدأ النزاع يصبح عنيفًا. في 5 ديسمبر عام 1928، اجتاح سلاح الفرسان التابع لبراغواي فورتين فانغوارديا، وهو موقع تقدمي أنشأه الجيش البوليفي على بعد أميال قليلة شمال غرب باهيا نيغرا. أسرت باراغواي 21 جنديًا بوليفيًا وأحرقوا الأكواخ المتناثرة على الأرض.
رد البوليفيون بضربة جوية على باهيا نيغرا في 15 ديسمبر، والتي تسببت في عدد قليل من الضحايا وأضرار كبيرة. وفي 14 ديسمبر، استولت بوليفيا على فورتين بوكويرون، والذي أصبح في ما بعد موقع أول معركة كبرى في الحملة، بتكلفة 15 قتيلًا من باراغواي. ثم جرى الاتفاق في نهاية المطاف على العودة إلى الوضع السابق في 12 سبتمبر عام 1929 في واشنطن، تحت ضغط من منظمة الدول الأمريكية، ولكن سباق التسلح بدأ بالفعل وكان كلا البلدين في مسار تصادمي. ربما كانت الاشتباكات الحدودية المنتظمة ستؤدي إلى نشوب حرب في عشرينيات القرن العشرين، لو كان أي من الطرفين قادرًا على شن حرب ضد الطرف الأخر. لكن لم يكن لدى باراغواي أو بوليفيا صناعة أسلحة، وكان على كلا الجانبين استيراد كميات هائلة من الأسلحة من أوروبا والولايات المتحدة لتسليح الدولتين استعدادًا للصراع القادم. فكانت حاجة الجانبين لاستيراد أسلحة كافية هي التي أعاقت اندلاع الحرب حتى عام 1932، وفي ذلك الوقت شعر الطرفان أنهما قادران على اللجوء إلى السلاح لتسوية النزاع الذي طال أمده.

## وصلات خارجية
- The White Russian contribution in the Chaco War